# Bourg-Moyen
Bourg-Moyen (en latin : Burgus Medius) est un quartier historique de Blois, qui correspond aujourd'hui à la partie occidentale du centre-ville, dans la ville basse et à l'ouest de l'actuelle rue du Commerce, autour de la place Louis XII.

## Géographie
Le quartier s'est développé sur la rive droite de la Loire et sur la rive droite de l'Arrou, et au pied du château.
Bourg-Moyen est entouré par l’Arrou qui le contourne par le nord et l'est, et le sépare du Puits-Châtel, par la Loire qui le contourne par le sud, et par l'église Saint-Laumer et le faubourg du Foix à l'ouest.
| Promontoire du Château | Haut-Bourg  | Puits-Châtel |
| Quartier du Foix       | Bourg-Moyen |              |
|                        |             | Blois-Vienne |

## Origines
Bien que les plus anciennes traces d'occupation humaine aient été retrouvées en Vienne, le Bourg-Moyen constitue l'un des deux bourgs à l'origine de la formation de Blois en tant que commune, avec le quartier du Puits-Châtel, sur l'autre rive de l'Arrou.

## Histoire et évolution

### Antiquité
Lorsque les Romains conquièrent la Gaule au Ier siècle av. J.-C., ils construisirent un premier pont de bois (dit pont antique), dont les fondations sont visibles de nos jours, lorsque la Loire est à l’étiage. Auparavant, il est probable que les locaux utilisèrent les duits encore visibles à Blois au niveau de l’actuelle église Saint-Nicolas, pour traverser le fleuve,.
Néanmoins, lors du processus de romanisation, entamé au Ier siècle avec l’établissement des civitas, les locaux souhaitant intégrer l’Empire se réunirent sur la rive droite. Des fouilles conduites par l'INRAP ont mis en valeur des thermes et une fontaine construits entre les Ier et IIe siècles au niveau l'actuel parking Valin de la Vaissière, ainsi qu'un aqueduc au niveau des Basses-Granges, redécouvert dès 1511.
Bien qu'en plein développement grâce à une position stratégique, le bourg aurait néanmoins été abandonné pendant près d'un siècle à compter de 275, avant d'être occupé par des Bretons qui, à partir 411, font de Blois la capitale d'un royaume indépendant au sein d'un Empire romain en déclin. La ville passe sous juridiction franque en 497 lors de la conquête de Clovis.

### Moyen-Âge
Entre les VIe et VIIe siècles, des sanctuaires sont établis, comme celui de Saint-Lubin ou celui de la Vierge. En 696, l'abbaye Notre-Dame de Bourg-Moyen est fondée à l'emplacement du monastère de la Vierge Sainte-Marie,.
Le pont médiéval, permettant de rejoindre Vienne, est érigé quant à lui sous le comte Eudes II, au XIe siècle. La ville se féodalise avec la constitution de fiefs, dont celui du Quartier sur le Bourg-Moyen, à partir de 1025.
Au XIIe siècle, sous Thibaut IV, l'abbaye Saint-Laumer est fondée à l'ouest de Bourg-Moyen. Pendant le deuxième quart du XIIIe siècle, le bourg se retrouve à l'intérieur des remparts de la ville, à l’instar du Puits-Châtel et de Saint-Laumer. Son unique accès à la Loire donnait ainsi sur le Port Vieil via une tour-porte. En même temps, le comte Jean Ier de Blois-Châtillon commande la construction de l'église Saint-Martin-aux-Choux en bas du château en 1238, puis le couvent des Jacobins en 1273 en remplacement de l'abbatiale Saint-Gervais.

### Renaissance
Après l'avènement du blésois Louis XII en 1498, le bourg se remplit d'hôtels particuliers à mesure que la cour royale se réunit à Blois. De nombreuses fontaines sont également construites ou rénovées, comme la fontaine de l'Arsis. L'Arrou, misérable ruisseau dans lequel les habitants avaient l'habitude de jeter leurs déchets, entame un processus d'enseblissement.
C'est lors des XVIIIe et XIXe siècles que le bourg voit son hydrologie évoluer. En effet, en 1724, Bourg-Moyen perd le privilège d'avoir un moyen de traverser la Loire : en effet, le nouveau pont part du Puits-Châtel. Entre 1789 et 1850,, l'Arrou est petit à petit recouvert : les deux rives, et donc les quartiers de Bourg-Moyen et du Puits-Châtel, sont alors définitivement connectées.

### Après la Révolution
La Révolution de 1789 affecte notamment les lieux de cultes, puisque leur disparition crée de nouveaux espaces. L'église Saint-Martin-aux-Choux est d'abord démantelée pour laisser place aux actuels Grands degrés du Château depuis 1806, puis, en 1808, l'abbaye de Bourg-Moyen devient le siège du collège de Blois, qui finit par adopter le nom d'Augustin Thierry en 1872. L'ouverture des enceintes du couvent des Jacobins et de l'église Saint-Nicolas permet également la réorganisation du faubourg avec le percement de nouvelles rues, à l'image de la rue de Département (actuel quai de l'abbé Grégoire) ou de la rue Madeleine (actuelle rue Jean-Eugène Robert-Houdin, en lieu et place du mur Le Comte).
À partir de 1820, la place Louis XII est aménagée.
Depuis sa connexion avec le Puits-Châtel en 1850, Bourg-Moyen a principalement souffert des guerres. Enfin, lors de la Seconde Guerre mondiale, les bombardements américains ont détruit presque 80% du quartier, dont la halle Louis XII et l'ancienne abbaye de Bourg-Moyen. Entre le château et l'actuel pont Jacques-Gabriel, la fontaine Louis XII figure parmi les rares édifices y ayant échappé. Le collège Augustin-Thierry, intégralement détruit, est transféré dans les bâtiments de l'ancien asile départemental de Loir-et-Cher.

### Époque actuelle
Le quartier actuel résulte ainsi des reconstructions d'après-guerre. Les abords de la rue Denis Papin furent reconstruits presque à l'identique, tandis que la place Louis XII est désormais dégagée. Un parking souterrain, ayant mis en évidence des traces d'occupation humaine préhistoriques, se tient à l'endroit où se tenait jadis l'abbaye de Bourg-Moyen, dont la place fait actuellement l'objet d'une rénovation. De son côté, une fontaine et des escaliers ont aujourd'hui pris la place de l'église Saint-Martin.

## Monuments

### Monuments existant encore
- Couvent des Jacobins (depuis 1274),
- Fontaine Louis XII (depuis 1511),
- Fontaine Saint-Martin.

### Monuments aujourd’hui disparus
- Abbaye Notre-Dame de Bourg-Moyen (détruite en 1940),
- Abbatiale Saint-Gervais (détruite en 1273),
- Église Saint-Martin-aux-Choux (détruite en 1791),
- Halle aux poissons (détruite en 1940),
- Halle Louis XII (détruite en 1940),
- Hôtel du Petit Louvre (détruit en 1940),
- Marché aux grains (détruit en 1940),
- Pont médiéval (effondré en 1716),
- Portes et tours des remparts de la ville (démantelées entre 1789 et 1813),
- Théâtre (détruit en 1940).

## Anciens odonymes
Naturellement, de nombreuses rues ont changé de nom au cours de l'histoire, dont :
- la Grande route du Quai, puis le quai du Département, rebaptisé quai de l'Abbé Grégoire,
- la Grande rue du Foix, devenue la rue des Trois Marchands,
- la rue Madeleine, devenue la rue Jean-Eugène Robert-Houdin.

D'autres rues ont tout simplement disparu, comme :
- l'impasse de l'Hôtel-Dieu,
- la place des Boucheries,
- la rue Baudrerie,
- la rue de la Tupinière.